# Shona
Shona är ett bantuspråk som talas av mer än 80 % av befolkningen i Zimbabwe (omkring 6 225 000 personer, enligt SIL International 1989). Även denna folkgrupp kallas shona.
Shona är ett officiellt språk i Zimbabwe tillsammans med nordndebele och engelska. Shona talas också av ett stort antal invånare i Moçambique. Andra länder med shonatalare är Zambia och Botswana. Det totala antalet shonaspråkiga är minst 7 000 000 (UBS 1990).
Shona är ett skrivet standardspråk med en ortografi och grammatik som kodifierades i början av 1900-talet och fastställdes på 1950-talet. Den första romanen på shona, Solomon Mutswairos Feso, publicerades 1957. Shona lärs ut i skolan men är inte det allmänna undervisningsspråket i andra ämnen. Det nutida shona är baserat på dialekten som talas av karangafolket i Masvingoprovinsen, området runt stora Zimbabwe, och zezurufolket i centrala och norra Zimbabwe. Alla shonadialekter anses dock vara lika betydande och lärs ut i lokala skolor.  
I Guthries zonklassifiering av bantuspråken ingår shona i zon S10, som syftar på ett dialektkontinuum av nära besläktade varianter, däribland shona, manyika, nambya och ndau, som talas i Zimbabwe och centrala Moçambique, tawara och tewe i Moçambique, samt ikalanga i Botswana. 
Shonatalarna flyttade troligen in i nuvarande Zimbabwe under den stora bantuexpansionen.
Shona har fem vokaler: a, e, i, o, u, samt en stor uppsättning konsonanter. Det är ett tonspråk, men ton markeras inte i skrift.